# 杉浦太陽
杉浦 太陽（すぎうら たいよう、1981年〈昭和56年〉3月10日 - ）は、日本の俳優、タレント。岡山県玉野市出生、大阪府寝屋川市出身。スカイコーポレーションを経てツインプラネット所属。本名は杉浦 太陽（すぎうら たかやす）。妻は歌手・タレントの辻希美。長女はインフルエンサーの希空。

## 略歴
3歳まで岡山県玉野市で暮らす。寝屋川市立第八中学校を経て大阪産業大学附属高等学校卒業。1998年のテレビ朝日系ドラマ『おそるべしっっ!!!音無可憐さん』でデビュー。
2001年から2002年まで放送された、円谷プロダクション制作の特撮テレビドラマ『ウルトラマンコスモス』で主人公の春野ムサシ役を演じる。テレビシリーズの2年後を描いた公開の『ウルトラマンコスモス2 THE BLUE PLANET』では映画初主演を務め、2003年には『ウルトラマンコスモスVSウルトラマンジャスティス THE FINAL BATTLE』が公開された。
デビュー当時は読みも本名そのままで芸能活動していたが、2002年の誤認逮捕事件をきっかけに「たいよう」に改名し、弟の杉浦タカオと兄弟でEx.Bold（エクスボールド）を結成。音楽活動を開始したが、2005年に活動休止。
2009年に、後のDream5となるユニットオーディションの司会を当時のてれび戦士である千葉一磨と『天才てれびくんMAX』内で行った。最終審査の際には、涙を流す場面も見られた。Dream5が結成されてからの初のお披露目である日は、メンバーの大原優乃の誕生日であり、杉浦がサプライズで登場した。
長らくウルトラシリーズへの出演はなかったが、2009年公開の『大怪獣バトル ウルトラ銀河伝説 THE MOVIE』で6年ぶりに春野ムサシを演じた。ただし、本作品のムサシは別の世界のムサシであり、コスモスには変身しない。2012年に公開の『ウルトラマンサーガ』において再びムサシを演じ、本作品ではテレビシリーズ終了から10年ぶり（『THE FINAL BATTLE』からでは9年ぶり）にウルトラマンコスモスへと変身した。また、2015年公開の『劇場版 ウルトラマンギンガS 決戦!ウルトラ10勇士!!』においてもムサシを演じ、コスモスにも変身している。
私生活では、2007年6月に元モーニング娘。で歌手兼タレントの辻希美とできちゃった結婚。現役アイドルとの結婚で注目を集めた。同年11月26日に長女・希空が誕生。さらに2010年12月26日に長男、2013年3月21日に次男、2018年12月8日に三男、2025年8月8日に次女が誕生し、5児の父親となった。
2017年、東京都板橋区観光大使に就任。同年2月、「中野市食の大使」に就任。2024年10月、パラオ観光応援リーダーに就任。
2025年3月10日、ツインプラネットに移籍。

## 人物

### 人柄
本名の表記は芸名と同じだが、読みは「すぎうら たかやす」である。デビュー当時は本名で活動していたが、読みづらさを指摘されていたことから、後述の誤認逮捕事件の後に「たいよう」に改名した。
身長177cm、スリーサイズはB88-W67-H85、靴のサイズは27.5cm。趣味は釣り、ゴルフなど。資格は高校時代に危険物取扱者、情報技術検定2級、特殊小型船舶操縦士2級、スキューバダイビングのライセンスを取得している。

### 趣味・嗜好
酒好きである。好きな酒の種類はビールで、特にヱビスビールが好きだという。趣味の釣りでは、海で鯛やシーバスを釣ったり、琵琶湖でブラックバスを釣るなどしている。全国の離島などで大物を狙う一方で家族で釣りを楽しむこともあり、「釣りは家族の一体感を生むし、頼もしいお父さんの姿を見せて、株を上げる良い機会にもなる」という。釣りが好きな理由は「僕のデビュー番組がオンエアされる1週間前に63歳で亡くなった祖父・常一からの遺伝だと思う」と述べている。生後100日、自身の「お食い初め」のために、祖父はわざわざ海に船を出してセイゴを釣ってきたと母から聞いている。釣りに目覚めたのは中学校3年生の時で、ちょうど世の中はブラックバスブームで、村田基が出演する番組を見たのがきっかけである。高校に入学してから居酒屋のホールで、時給800円のアルバイトを始め、稼いだお金は釣りのために使った。初めて買ったルアーは「TDバイブレーション」だった。高校時代に芸能界デビューして、忙しくて全く釣りには行けなくなったが、22歳のころ友人から誘われて釣りを再開した。
女装が非常によく似合う。過去に『お試しかっ!』（テレビ朝日系）の企画「Aniコレ」で第1回から第3回まで3連覇を達成し「殿堂入り」を果たしている。2009年3月には「Aniコレ」企画の一環として東京ガールズコレクション2009に出演し友人であり同じパパ仲間の金子貴俊と対決したが、得票率83%を獲得して圧倒的大差で金子を下し、殿堂入りの貫禄を見せ付けた。ちなみに女装時の見た目は益若つばさに似ている。女装の際の仕草は、妻・希美のものを「私生活を見てパクりました（笑）」とのこと。

### 交流関係
元プロ野球選手の山﨑浩司内野手は高校時代の同級生で親友。

### 家族・親族
両親は離婚している。父は元南海ホークス投手（一軍出場せずに引退）の杉浦三六（すぎうら みつむ、1954年 - 2014年4月）。実弟はミュージシャン兼俳優の杉浦タカオ。
妻・辻希美と4人の子供との生活はブログにもよく書かれており、2009年度女子中高生の選ぶ「理想の有名人夫婦」（ピーネストリサーチ調べ）では1位となっている。2016年には妻の希美とともに「いい夫婦の日 パートナー・オブ・ザ・イヤー」を受賞。育児を楽しみながら頑張る男性著名人を表彰する「イクメン オブ ザ イヤー」には、2012年に芸能部門で選出されたのち、2018年、2019年にはのイクメン一般選出部門に2年連続で選出されており、複数回表彰されているのは杉浦が唯一である。
長女・希空は、一般人としてInstagramで活動するなどして知名度があったが、17歳の誕生日である2024年11月26日に芸能事務所「LUV」への所属が発表され顔出しもした。

### 誤認逮捕事件
2002年6月14日朝、傷害罪と恐喝罪の容疑で東京都の自宅で大阪府警に逮捕され、同日午後には21歳フリーターも共犯者として出頭後に逮捕された。逮捕直後に大阪府警は逮捕容疑について、以下の発表をした。
- 2000年9月28日、東京都渋谷区内の路上で因縁を付けて弟の知人（以下、A）を殴って全治10日間の怪我を負わせて30万円を要求。同年10月17日、Aが支払わなかったことを理由に大阪府守口市の駐車場に呼び出して顔を殴って全治3週間の怪我を負わせて現金60万円を要求し、同年12月から2001年3月にかけて計45万円を銀行口座に振り込ませた疑い

この容疑は2001年4月にAが刑事告発したものだった。逮捕容疑の時期は杉浦が当時19歳の出来事だったため、少年法の規定によって実名報道はされず、逮捕時は『コスモス』放送期間中だったことから「ウルトラマンコスモス主演俳優」と報道された。
逮捕直後に所属事務所は、
- 「大阪での暴行事件があったとされる10月は杉浦が映画撮影のために東京にいたアリバイが存在する」
- 「Aによる示談金目当ての詐欺告訴である」
- 「傷害を裏付ける被害者の診断書は自損事故による怪我である」

と主張。6月27日、逮捕後に被害者が以下の旨の陳述書を大阪地方検察庁に提出。
- 2000年10月の怪我は10人程度の不良に殴られたもので、仕返しを恐れて杉浦の傷害によるものと狂言をした。銀行口座に振り込んだ45万円は杉浦家から盗んだものを返しただけで、処罰は望んでいない

これに対し、大阪府警は陳述書について「被害者が杉浦の弟にホテルに呼ばれた際に、杉浦側の弁護士がワープロ打ちの下書きをもとに被害者に書かせたもの」と発表。6月28日に警察が杉浦に対し、逮捕前の事情聴取を行っていなかったことが判明した。
所属事務所によると、7月1日に大阪府警幹部から杉浦の父親の知人を通じて「今日中に被害者に対して示談金60万円を払えば不起訴処分になるが、払わなければ起訴される」という申し入れがあったという。所属事務所側は「相手側に金を払えば非を認めたことになる」として、示談金支払いを拒否。翌7月2日に処分保留で杉浦が釈放され、7月3日に大阪地検は杉浦に対して傷害容疑については嫌疑なしで不起訴、恐喝容疑については起訴猶予として決着した。
処分後の初会見で杉浦は、
- 「任意の事情聴取は一度もなく、朝起きたら6人の警察官に逮捕されて、状況が把握できないまま大阪に向かう新幹線に乗せられた」
- 「（恐喝容疑の起訴猶予について）友達同士のケンカであり、脅したつもりはないので納得していない」

と捜査機関を批判する一方、
- 「Aが自分の家に遊びに来た時に金を盗む現場を目撃し、問い詰めたら盗んでいた事実を認めて謝罪して金を返す意志を見せていたのに、金を返さずにゲームセンターで遊んでいると聞き、2000年12月に大阪で会った際にあの誠意は何だったのかと思ってグーで頬を殴った。傷害と言ってもひっぱたいた程度。（「鼻血程度」という報道があったが）鼻血も出ていない」

と暴行の一部は認めながらも被害者とされたAの問題点を上げつつも、
- 「（Aは）友達なのでこれ以上争うことはしない。彼も謝ってくれた」

と話した。所属事務所は上述の経緯をついて国家賠償請求含め検討することを表明するなどして大阪府警守口署を批判した。
この誤認逮捕事件の影響で『コスモス』の放送が一時休止となり、結果として5話分がテレビ未放送で終わった。未放映作品はDVDビデオ『ウルトラマンコスモス スペシャルセレクション』に代替放送された「特別総集編前後編」や「特別企画 ムサシの青春」と共に収録された。（『ウルトラマンコスモス』主演俳優誤認逮捕とその影響）。

### 暴力団被害
2011年8月23日、所属事務所に指定暴力団山口組系の暴力団員が押し掛け、杉浦の父親の所在を教えるよう同事務所の社長に執拗に要求したうえ、ガラスを割るなどして器物損壊の罪で逮捕された。これは杉浦の父親が暴力団組長に借金をしていたことが原因で、杉浦自身、2年間にわたり脅迫に悩まされていたという。逮捕された暴力団員は起訴され、同年10月26日に懲役1年執行猶予5年の有罪判決が言い渡された。同年には一部週刊誌で「杉浦の父親が3000万円をだまし取る詐欺行為をしていた」と報じられており、父親をめぐる一連の事件について杉浦は「そうですね。事務所とも話しています。僕は巻き込まれて…オヤジなので悲しいです」と心境を吐露した。

## 出演

### バラエティ・情報番組
- 深夜戦隊ガリンペロ（2002年、フジテレビ） - ガリンペロブルー
- 冒険!CHEERS!!（2003年 - 2005年、日本テレビ）
- お昼ですよ!愛・地球博（2005年3月 - 9月、NHK総合） - レポーター
- ひらめ筋GOLD（2005年 - 2006年、日本テレビ）
- クスクス（2004年 - 2006年、中京テレビ） - リポーター
- 旅はパノラマ（2006年 - 2007年、中京テレビ）
- 所さんの学校では教えてくれないそこんトコロ!（テレビ東京） - レポーター
- めちゃ×2イケメンパラダイス学園（2008年4月、フジテレビ）
- あったか人情コメディ 湯けむりパラダイス!（2009年3月15日、朝日放送）
- 天才てれびくんMAX（2009年度、NHK教育）
- 水野真紀の魔法のレストラン（2009年4月 - 2017年12月、毎日放送）
- はなまるマーケット（2010年4月 - 2013年3月、TBS） - 木曜レギュラー
- ゆうどきネットワーク（2010年、NHK総合）
- キッチンが走る!（2010年10月 - 2017年3月、NHK総合・関東ローカル） - レギュラー
- 極める!「鮮魚学」（2010年11月29日 - 12月、NHK教育） - レポーター
- 正月映画大百科2011（2010年12月、サンテレビ） - 司会
- アスリートの魂「錦織圭」（2012年1月23日、NHK総合） - 語り
- ニッポンど真ん中!（2012年5月 - 2013年3月、新潟放送・信越放送・テレビ山梨・チューリップテレビ・北陸放送・静岡放送）
- トコトン!サタデー（2012年12月 - 2013年9月、テレビ愛知） - MC
  - 日曜なもんで!（2013年10月 - 2017年3月、テレビ愛知） - MC
  - 土曜なもんで! （2017年4月 - 2019年3月、テレビ愛知） - MC
  - くすぐる（2019年4月 - 2020年9月、テレビ愛知） - MC
- とっておき!老舗の極上味めぐり（2013年、パワーテレビジョン制作 / 2013年1月3日、TOKYO MX） - 旅人
- 価値ある家づくり!バリューハウス（2014年10月 - 2015年9月、BSジャパン） - MC
- 趣味の園芸 やさいの時間（2017年4月 - 、NHK Eテレ） - しづか&太陽のベジ・ガーデン
- SUNNY TIME（2022年8月 - 、KBS京都） - MC
  - 太陽、京都で麺食らう。（2024年11月 - 、 KBS京都）
- おはリナ!（2024年10月 - 、TOKYO MX） - 水曜コメンテーター

### テレビドラマ
- おそるべしっっ!!!音無可憐さん（1998年1月5日 - 3月16日、テレビ朝日） - 関根洋一 役
- あぶない放課後（1999年4月12日 - 6月21日、テレビ朝日） - 生徒 役
- ウルトラシリーズ - 春野ムサシ 役
  - ウルトラマンコスモス（2001年7月7日 - 2002年9月28日、MBS・TBS系）
  - ウルトラマン列伝 第34話（2012年2月22日、テレビ東京）
- 連続テレビ小説（NHK）
  - てるてる家族 第42回 - 最終回（2003年11月15日 - 2004年3月27日、NHK大阪） - 佐藤浪利 役
  - ゲゲゲの女房 第22回 - 第154回（2010年4月22日 - 9月23日、NHK総合） - 浦木克夫 役
- もっと恋セヨ乙女 第5話 - 第8話（2004年5月24日 - 27日、NHK総合） - 高沢行彦 役
- 阪神淡路大震災10年特別企画 悲しみを勇気にかえて「おばあちゃんの指輪とともに」（2005年1月14日、MBS・TBS系）
- 水曜ミステリー9 新米事件記者・三咲（2005年5月11日、テレビ東京） - 川尻洋人 役
- 七色のおばんざい（2005年6月20日 - 7月28日、NHK総合） - 坪井純一 役
- がきんちょ〜リターン・キッズ〜 第3話・第4話・第8話・第12話・第16話 - 第19話（2006年8月2日・3日・9日・15日・21日 -24日 、MBS・TBS系） - 笹本司郎 役
- 新・桃太郎侍 第7話（2006年9月5日、テレビ朝日） - 源太 役
- 魂萌え!（2006年10月21日 - 11月4日、NHK総合） - マモル 役
- 火曜ドラマゴールド 輝く女シリーズ2 カリスマ占い師殺人鑑定（2006年12月12日、日本テレビ）
- アイムヒア 僕はここにいる（2007年3月30日、ABCテレビほか） - 竹内優希 役
- 月曜ゴールデン 山村美紗サスペンス 狩矢警部シリーズ3「京都茶道三姉妹殺人事件」（2007年7月9日、TBS） - 伊集院利一 役
- 超歴史ミステリーロマン 大奥Ⅲ（2007年12月19日、テレビ東京） - 吉宗 役
- うさぎたちのもちつき 第9話 - 最終話（2008年4月26日 - 6月7日、BS-i） - 澤田太郎 役
- 月曜ゴールデン 万引きGメン・二階堂雪17 最期の嘘（2008年9月22日、TBS） - 宮下明 役
- 日本史サスペンス劇場 再現ドラマ（2008年10月15日、日本テレビ） - 徳川家茂 役
- 流星の絆 第1話・第4話（2008年10月17日・11月7日、TBS） - 一矢 役
- 浪花の華〜緒方洪庵事件帳〜（2009年1月10日 - 3月7日、NHK総合） - 耕介 役
- 水曜ミステリー9 付き人女優・安野すみれ 楽屋裏事件ファイル（2009年1月21日、テレビ東京） - 新田甲介 役
- RESCUE〜特別高度救助隊 第6話（2009年2月28日、TBS） - 田口 役
- メイド刑事 第2話（2009年7月3日、テレビ朝日） - 三津田勇次 役
- ROMES/空港防御システム（2009年10月15日 - 12月10日、NHK総合） - 江川宏 役
- パパドル! 第4話（2012年5月17日、TBS） - 本人 役
- 大河ドラマ 八重の桜 第4回（2013年1月27日、NHK） - 徳川慶篤 役
- GI DREAM（2013年2月2日、BSフジ） - 川原隆 役
- 大原麗子没後3年ドラマスペシャル 女優 麗子〜炎のように（2013年3月6日、テレビ東京） - 大原政光 役
- BARレモン・ハート SEASON2 第16話（2016年7月18日、BSフジ） - タケシ 役
- 最後の晩ごはん（2018年1月12日 - 3月30日、BSジャパン） - 夏神留二 役（中村優一とW主演）[30]
- 愛知発地域ドラマ 黄色い煉瓦〜フランク・ロイド・ライトを騙した男〜（2019年11月27日、NHK BSプレミアム） - 高木明仁 役[31]
- 伝説のお母さん 第4話（2020年2月22日、NHK総合） - タカギ 役[32]
- 京阪沿線物語〜古民家民泊きずな屋へようこそ 第11話・最終話（2021年3月21日・28日、テレビ大阪 / BSテレ東） - 北村敦史 役[33]
- ポリス×戦士 ラブパトリーナ! 第34話（2021年3月21日、テレビ東京） - 砂府欣也 役
- 柚木さんちの四兄弟。（2024年5月28日 - 7月18日、NHK総合） - 柚木春一 役[34]

### 映画
- ウォーターボーイズ（2001年9月15日、東宝） - タイヨー 役
- ウルトラシリーズ
  - ウルトラマンコスモス2 THE BLUE PLANET（2002年8月3日、松竹） - 春野ムサシ 役
  - ウルトラマンコスモスVSウルトラマンジャスティス THE FINAL BATTLE（2003年8月2日、松竹） - 春野ムサシ 役
  - 大怪獣バトル ウルトラ銀河伝説 THE MOVIE（2009年12月12日、ワーナー・ブラザース映画） - ムサシ 役
  - ウルトラマンサーガ（2012年3月24日、松竹） - 春野ムサシ 役
  - 劇場版 ウルトラマンギンガS 決戦!ウルトラ10勇士!!（2015年3月14日、松竹メディア事業部） - 春野ムサシ 役
- 異形ノ恋（2002年8月24日、パル企画）
- 零 ZERO（2004年1月31日、ケイエスエス） - 長谷川龍太郎 役
- 三浦和義事件 もう一つのロス疑惑の真実（2004年7月31日、三浦和義事件製作委員会） - 中田五郎 役
- ビートキッズ（2005年4月2日、松竹） - タクミ 役
- 劇場版 ナニワ金融道 灰原勝負!起死回生のおとしまえ!!（2005年7月2日、アートポート） - 灰原達之 役
- FLOWERS*（2005年製作 / 2007年6月29日、アムモ98よりDVD発売） - ツバキ 役
- 0からの風（2007年5月12日、ウィル・ドゥ） - 茂木零 役
- アカデミー（2007年6月2日、アニープラネット） - 隆 役
- 深海獣レイゴー（2008年6月12日、インターメディア） - 海堂猛 役
- ドリフト7 -R-（2008年7月4日発売、NBCユニバーサル・エンターテイメントジャパン） - 椿漣 役
- トラ・コネ（2008年11月8日、T×Tプロ） - 町田タケヒコ 役
- 信虎（2021年11月12日、彩プロ） - 一条信龍 役
- HE-LOW THE FINAL（2022年5月27日、エレファントハウス） - 冬野コジロウ 役
- 怪奇タクシー 風の夜道に気をつけろ!（2022年8月5日、ギグリーボックス） - 片島修 役[35]

### 舞台
- ウルトラマンフェスティバル2001 ライブステージ（2001年7月20日 - 9月2日、サンシャインシティ 文化会館） - 春野ムサシ 役
- 〜音楽活劇〜レディ・ゾロ（2003年2月14日 - 23日、赤坂ACTシアター / 4月2日 - 27日、大阪松竹座） - ジュリアン・エステバン 役
- Radio days（2005年10月28日 - 30日、大阪ビジネスパーク円形ホール） - 篠原龍平 役
- わが歌ブギウギ 笠置シズ子物語（2005年12月1日 - 11日、大阪松竹座 / 2006年1月2日 - 26日、名鉄ホール / 2月1日 - 7日、天王洲アイル アートスフィア） - 花森英介 役
- Mr.レディ Mr.マダム（2007年8月31日 - 9月13日、シアターアプル / 9月15日 - 17日、大阪厚生年金会館 芸術ホール / 9月18日、フェニックス・プラザ / 9月19日 - 23日、中日劇場） - ローラン 役
- ウルトラマンプレミアステージ2（2008年5月2日 - 6日、中日劇場） - 春野ムサシ / ウルトラマンコスモス（声） 役
- 宝塚BOYS （2010年8月6日 - 9月1日、シアタークリエ / 9月4日・5日、兵庫県立芸術文化センター 中ホール） - 長谷川好弥 役
- SEPT pleasant party night!!!! Vol.5「クロックミュージアム～5つの音楽、5つの物語～」 Story5「ミッドナイトステージ」（2015年11月23日、Future SEVEN）
- SEPT Vol.7～FATALISM～（2017年8月6日・7日、博品館劇場） - 日替りゲスト[36]
- SEPT Vol.8「MIRRORION（ミラリオン）」（2018年11月11日・12日、博品館劇場） - ミクニ 役（日替ゲスト）[37]
- SEPT presents「FATALISM ≠ Re:Another story」（2023年2月20日・21日・23日・26日、こくみん共済coopホール / スペース・ゼロ） - 絵空 役（吉岡毅志とWキャスト）[38]
- SEPT presents「WORLD BROKER」（2024年6月30日、こくみん共済coopホール / スペース・ゼロ） - 絵空 役[39]

### Webドラマ
- ベストフレンド（2004年7月30日 - 10月15日、NETCINEMA.TV・ブロードバンドピクチャーズ） - 松嶋文也 役
- ウルトラシリーズ
  - ウルトラマンオーブ THE ORIGIN SAGA episode3 - episode final（2017年1月9日 - 3月13日、Amazon Prime Video） - 春野ムサシ 役
  - ウルトラギャラクシーファイト 大いなる陰謀 Chapter.1（2020年11月22日 - 12月6日、YouTube） - ウルトラマンコスモス 役（声[40]）
  - ウルトラギャラクシーファイト 運命の衝突 プロローグ編（2021年12月27日、TSUBURAYA IMAGINATION） - ウルトラマンコスモス 役（声）
- Twitterドラマ第5弾「嘘まで愛して」 supported by Dr.stretch（2018年7月14日 - 8月15日、Twitter） - 水木朝火 役

### イメージキャラクター
- ASOBO（2008年） - コミュニティサイト
- ダノンジャパン「はちみつ&リンゴ党」
- サンキューカット
- パパまるハウス（2015年）

### ラジオドラマ
- FMシアター 吉野雛（2011年6月11日、NHK-FM） - 神田太一 役[41]
- 劇ラヂ！ライブ2014「親愛ならざる人へ」（2014年11月2日、NHKラジオ第1・NHKラジオジャパン）[42]

### CM
- バンダイ「ウルトラマンコスモス隊員シリーズ」（2001年）
- 第一パン「ウルトラマンコスモスパンシリーズ」（2001年）
- バンダイ「ウルトラマンキャンペーン」（2002年）
- イオン「冒険チアーズツアー」（2004年）
- トヨタ自動車「トヨタ・カローラルミオン」（2008年）
- J-オイルミルズ（2009年）
- JAバンク（愛知県のみ）
- アメーバピグ （2010年）
- H.I.S. （2011年）
- ルタオ「ビン・デ・フロマージュ」（2011年）
- P&G「ジョイ」（2024年）[43]
- 日本第一製薬「エクササイズコーヒー」

### ラジオ
- Honda Smile Mission （2014年3月31日 - 2016年3月31日、JFN系） - 「フラワーカンパニー」サブチーフ
- 杉浦太陽・村上佳菜子 日曜まなびより

### 玩具
- ウルトラレプリカ コスモプラック（2019年10月） - 春野ムサシ 役

## 作品

### 参加楽曲
- ウルトラマンメビウス（2006年） - Project DMM with ウルトラ防衛隊の一員として